# Samsung Galaxy Round
Samsung Galaxy Round - Android фаблет производства Samsung Electronics. Представленный в октябре 2013 года, он является изогнутой вариацией Galaxy Note 3, который отличался тем, что стал первым коммерчески производимым смартфоном с изогнутым AMOLED дисплеем. Он был выпущен эксклюзивно на SK Telecom в Южной Корее 10 октября 2013 года..

## Технические характеристики
Дизайн и аппаратное обеспечение Galaxy Round в значительной степени основаны на Galaxy Note 3, имея тот же общий дизайн (включая заднюю крышку из пластика). Устройство было доступно только в цвете "Luxury Brown", но весь корпус изогнут внутрь по длине, немного тоньше и легче в сравнении, и не включает стилус. Как и Note 3, Galaxy Round оснащен четырехъядерным процессором Qualcomm Snapdragon 800 с частотой 2,3 ГГц с 3 ГБ оперативной памяти, 5,7-дюймовым 1080p Super AMOLED дисплеем и 13-мегапиксельной камерой на задней панели. Galaxy Round оснащен съемным аккумулятором емкостью 2800 мАч..
Galaxy Round поставляется с Android 4.3 "Jelly Bean" и фирменным пользовательским интерфейсом и программным обеспечением TouchWiz от Samsung. Он содержит дополнительные функции, предназначенные для использования изогнутого корпуса, такие как "Quick Glance", который отображает часы и уведомления, когда телефон толкают вверх по одной из его сторон, и переход назад и вперед между песнями в приложении музыкального плеера Samsung путем подпрыгивания на левой или правой стороне телефона соответственно в режиме ожидания..

## Прием
CNET похвалил устройство за то, что оно унаследовало "высококлассное" аппаратное обеспечение Note 3 и инновационный форм-фактор, отметив, что оно имеет "тонкие наклоны и внимание к эргономичным деталям", а также создает меньше бликов при просмотре видео. Galaxy Round был признан "эргономичным смартфоном высокого класса, который предлагает практические, реальные преимущества" и "открывает двери для множества интересных и потенциально полезных приложений для любого электронного устройства с сенсорным экраном"..

## Смотрите также
- Samsung Galaxy Note Edge
- LG G Flex